# René Schoofs
René Schoofs (* 28. Januar 1985 in Esslingen am Neckar) ist ein ehemaliger deutscher Eishockeyspieler, der seine gesamte Karriere zwischen 2001 und 2022 beim SC Bietigheim-Bissingen in der 2. Bundesliga respektive DEL2 und Deutschen Eishockey Liga (DEL) unter Vertrag stand. Mit der Mannschaft feierte er insgesamt fünf Meistertitel in der zweithöchsten deutschen Spielklasse. Sein Bruder Pascal ist ebenfalls professioneller Eishockeyspieler.

## Karriere
René Schoofs begann seine Karriere als Eishockeyspieler in der Nachwuchsabteilung des SC Bietigheim-Bissingen, für dessen Profimannschaft er in der Saison 2001/02 sein Debüt in der 2. Bundesliga gab. In der Folgezeit wurde er zu einem festen Bestandteil des Teams. Zu seinen größten Erfolgen mit der Mannschaft waren die Gewinne der Zweitligameisterschaft in der Saison 2008/09, der Saison 2012/13 sowie die Meisterschaften in der DEL2 2015, 2018 und 2021. Verbunden mit dem Meistertitel im Jahr 2021 war der Aufstieg mit den Steelers in die Deutsche Eishockey Liga (DEL). Nach seiner ersten DEL-Saison beendete Schoofs im Sommer 2022 im Alter von 37 Jahren seine aktive Karriere.

## Erfolge und Auszeichnungen
| - 2009 Meister der 2. Bundesliga mit dem SC Bietigheim-Bissingen - 2012 DEB-Pokal-Gewinn mit dem SC Bietigheim-Bissingen - 2013 DEB-Pokal-Gewinn mit dem SC Bietigheim-Bissingen - 2013 Meister der 2. Bundesliga mit dem SC Bietigheim-Bissingen | - 2015 DEL2-Meister mit dem SC Bietigheim-Bissingen - 2018 DEL2-Meister mit dem SC Bietigheim-Bissingen - 2021 DEL2-Meister und Aufstieg in die DEL mit dem SC Bietigheim-Bissingen |